# Wisconsin Dells

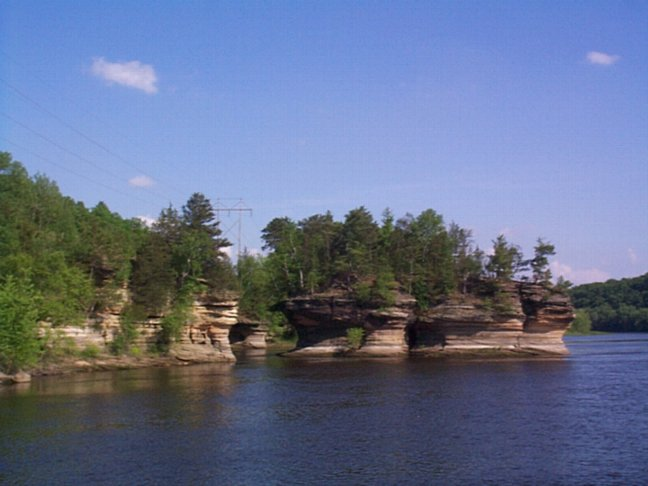
Les Wisconsin Dells.

Les Wisconsin Dells sont une gorge de 8 km de la rivière Wisconsin au sud de l'État du Wisconsin aux États-Unis, remarquable par ses rochers de grès. C'est une aire protégée depuis 1994.

## Description et formation

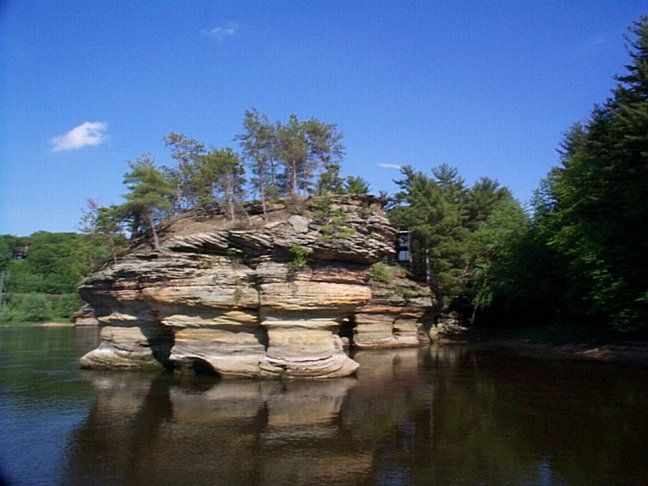
Formation rocheuse des Wisconsin Dells.

Les gorges se sont formées il y a 15 000 ans au cours du dernier âge glaciaire.